# Jessa Crispin
Jessa Crispin (Lincoln, Kansas, 1978) es una crítica, autora, líder de pensamiento feminista, y editora en jefe de Bookslut, un litblog y webzine fundado en 2002. Crispin es una persona ajena al mundo de la publicación que comenzó el blog de forma paralela mientras trabajaba en Planned Parenthood en Austin, Texas, y llegó a mantenerse económicamente escribiendo y editando el sitio a tiempo completo. En 2009, Crispin se mudó a Berlín. El novelista de Chicago Charles Blackstone pasó a ser el Editor Gerente de Bookslut. El 9 de marzo de 2016, Crispin anunció que el último número de Bookslut sería en mayo; los archivos permanecen en el sitio web.
Bookslut ha recibido menciones en muchos periódicos nacionales e internacionales, incluidos The New York Times Book Review y The Washington Post. En 2005, Crispin escribió un diario sobre su trabajo en libros para The Guardian.
Crispin tenía una columna regular llamada "Bookslut" en la revista cultural en línea The Smart Set, publicada por la Universidad Drexel. Fue crítica de libros para NPR y colaboradora de Need to Know de PBS. También ha escrito para el Washington Post, Chicago Sun-Times y Toronto Globe and Mail. Ella escribió el epílogo de la reedición de Melville House Books de los billares Billiards at Half-Past Nine de Heinrich Böll.

## Obras
- The Dead Ladies Project: Exiles, Expats, and Ex-Countries.Chicago: La Universidad de Prensa de Chicago, 2015, ISBN 9780226278452[9][10][11]
- The Creative Tarot: A Modern Guide to an Inspired Life. Nueva York: Simon y Schuster, 2016, ISBN 9781501120237[12]
- Why I Am Not a Feminist: A Feminist Manifesto (Por qué no soy feminista: Un manifiesto feminista) Nueva York: Melville Casa, 2017, ISBN 9781612196015[13]